# Garin Malam Maïgamdji
Garin Malam Maïgamdji (auch: Angoual Malam Maï Gamdji, Garin Malam, Garin Malam Maïgamgi) ist ein Dorf im Arrondissement Zinder I der Stadt Zinder in Niger.

## Geographie
Das von einem traditionellen Ortsvorsteher (chef traditionnel) geleitete Dorf befindet sich südlich des Stadtzentrums im ländlichen Gemeindegebiet von Zinder, der Hauptstadt der gleichnamigen Region Zinder. Zu den umliegenden Dörfern zählen Tchentchindi im Nordosten, Dan Brandia im Osten, Maïto Marka im Südwesten und Angoual Maloummey im Westen.
Die Quarzit-Aufschlüsse von Garin Malam Maïgamdji bilden kleine, unterbrochene Hügelketten von fünf bis dreißig Metern Höhe. Sie bestehen hauptsächlich aus Quarz und Feldspat und sind beige, rosa bis gräulich. Sie sind vom Umland aus weithin sichtbar. Wie im gesamten Gemeindegebiet von Zinder herrscht das Klima der Sahelzone vor, mit einer durchschnittlichen jährlichen Niederschlagsmenge zwischen 300 und 400 mm.

## Bevölkerung
Bei der Volkszählung 2012 hatte Garin Malam Maïgamdji 631 Einwohner, die in 97 Haushalten lebten. Bei der Volkszählung 2001 betrug die Einwohnerzahl 240 in 41 Haushalten und bei der Volkszählung 1988 belief sich die Einwohnerzahl auf 539 in 88 Haushalten.

## Wirtschaft und Infrastruktur
Es gibt eine Schule im Dorf. Durch Garin Malam Maïgamdji verläuft die 12,9 Kilometer lange Route 759, eine einfache Landstraße zwischen der Nationalstraße 1 und der Nationalstraße 11.